# Protungulatum
Protungulatum is een uitgestorven zoogdier en wordt beschouwd als de oudst bekende condylarth. 
Protungulatum is met name bekend uit het Vroeg-Paleoceen (Puercan) van Noord-Amerika. Vondsten uit het Maastrichtien golden lang als twijfelachtig, maar een in 2011 beschreven vondst uit de Hell Creek-formatie in Montana bevestigt het voorkomen van Protungulatum in het Laat-Krijt.
Protungulatum had het formaat van een rat en was al in het bezit van tanden die al min of meer waren aangepast aan het eten van fruit en zachte bladeren. Insecten en andere kleine dieren vormden echter het hoofdvoedsel.
Voorheen werd Protungulatum ingedeeld bij de Arctocyonidae, maar de precieze positie van Protungulatum binnen de Eutheria en daarmee de verwantschap met de echte hoefdieren is onduidelijk.